# Kålgrundet
Kålgrundet är ett skär i Åland (Finland). Det ligger i Skärgårdshavet eller Bottenhavet och i kommunen Eckerö i landskapet Åland, i den sydvästra delen av landet. Ön ligger omkring 35 kilometer nordväst om Mariehamn och omkring 290 kilometer väster om Helsingfors.
Öns area är 3,2 hektar och dess största längd är 290 meter i nord-sydlig riktning. Trakten är glest befolkad. Närmaste större samhälle är Hammarland, 18,0 km söder om Kålgrundet.